# Starfall
Albums de Dragonland
Holy War
(2002) Astronomy
(2006)
Starfall est le troisième album studio du groupe de Power metal suédois Dragonland. L'album est sorti le 27 octobre 2004 sous le label Century Media Records.

## Musiciens
- Jonas Heidgert - chant
- Olof Mörck - guitare
- Nicklas Magnusson - guitare
- Christer Pedersen - basse
- Elias Holmlid - clavier
- Jesse Lindskog - batterie

### Musiciens de session
- Johanna Andersson - chant féminin sur le titre The Shores of Our Land
- Tom S. Englund - chant sur le titre The Shores of Our Land, guitare sur le titre Calling My Name
- Henrik Danhage - guitare sur le titre The Shores of Our Land

## Liste des morceaux
| No  | Titre                                               | Durée |
| --- | --------------------------------------------------- | ----- |
| 1.  | As Madness Took Me                                  | 3:57  |
| 2.  | Starfall                                            | 3:19  |
| 3.  | Calling My Name                                     | 4:49  |
| 4.  | In Perfect Harmony                                  | 4:42  |
| 5.  | The Dream Seeker                                    | 5:32  |
| 6.  | The Shores of Our Land                              | 6:46  |
| 7.  | The Returning                                       | 4:41  |
| 8.  | To the End of the World                             | 4:40  |
| 9.  | The Book of Shadows Part I: A Story Yet Untold      | 3:13  |
| 10. | The Book of Shadows Part II: The Curse of Qa'a      | 2:51  |
| 11. | The Book of Shadows Part III: The Glendora Outbreak | 4:51  |